# يسرائيل زانغويل
إسرائيل زانغويل (21 يناير 1864 - 1 أغسطس 1926) كاتب كوميدي إنجليزي. وُلد في
لندن لعائلة من المهاجرين اليهود من شرق أوروبا. فأبوه موسى زانغويل جاء من الإمبراطورية الروسية لاتفيا وأمه إلين حنا ماركس زانغويل من بولندا. كرس قلمه لخدمة الحركة الصهيونية. أخوه لويس زانغويل روائي وابنه أوليفر زانغويل طبيب نفسي. عُرف عنه أنه صاحب عبارة فلسطين أرض بلا شعب لشعب بلا أرض.
معارضين:
عارضه في هذه المقولة الكثير من الكتاب والمثقفين لأن فلسطين لم تكن أبدا أرض بلا شعب، فالعرب عاشوا فيها لآلاف السنين، وشاركهم اليهود المعيشة في سلام، قبل الحركة الصهيونية المسلحة.
والمعروف أن الحركة الصهيونية جندت فريقا كبيرا من الكتاب والسياسيين لكى تختلق شرعية لوجودها في فلسطين.

## روابط خارجية
- يسرائيل زانغويل على موقع IMDb (الإنجليزية)
- يسرائيل زانغويل على موقع الموسوعة البريطانية (الإنجليزية)
- يسرائيل زانغويل على موقع مونزينجر (الألمانية)
- يسرائيل زانغويل على موقع ألو سيني (الفرنسية)
- يسرائيل زانغويل على موقع أول موفي (الإنجليزية)
- يسرائيل زانغويل على موقع قاعدة بيانات برودواي على الإنترنت (الإنجليزية)
- يسرائيل زانغويل على موقع إن إن دي بي (الإنجليزية)
- يسرائيل زانغويل على موقع ديسكوغز (الإنجليزية)
- يسرائيل زانغويل على موقع قاعدة بيانات الفيلم (الإنجليزية)
- يسرائيل زانغويل على موقع كينوبويسك (الروسية)